# ائتلاف نجات دره شاد

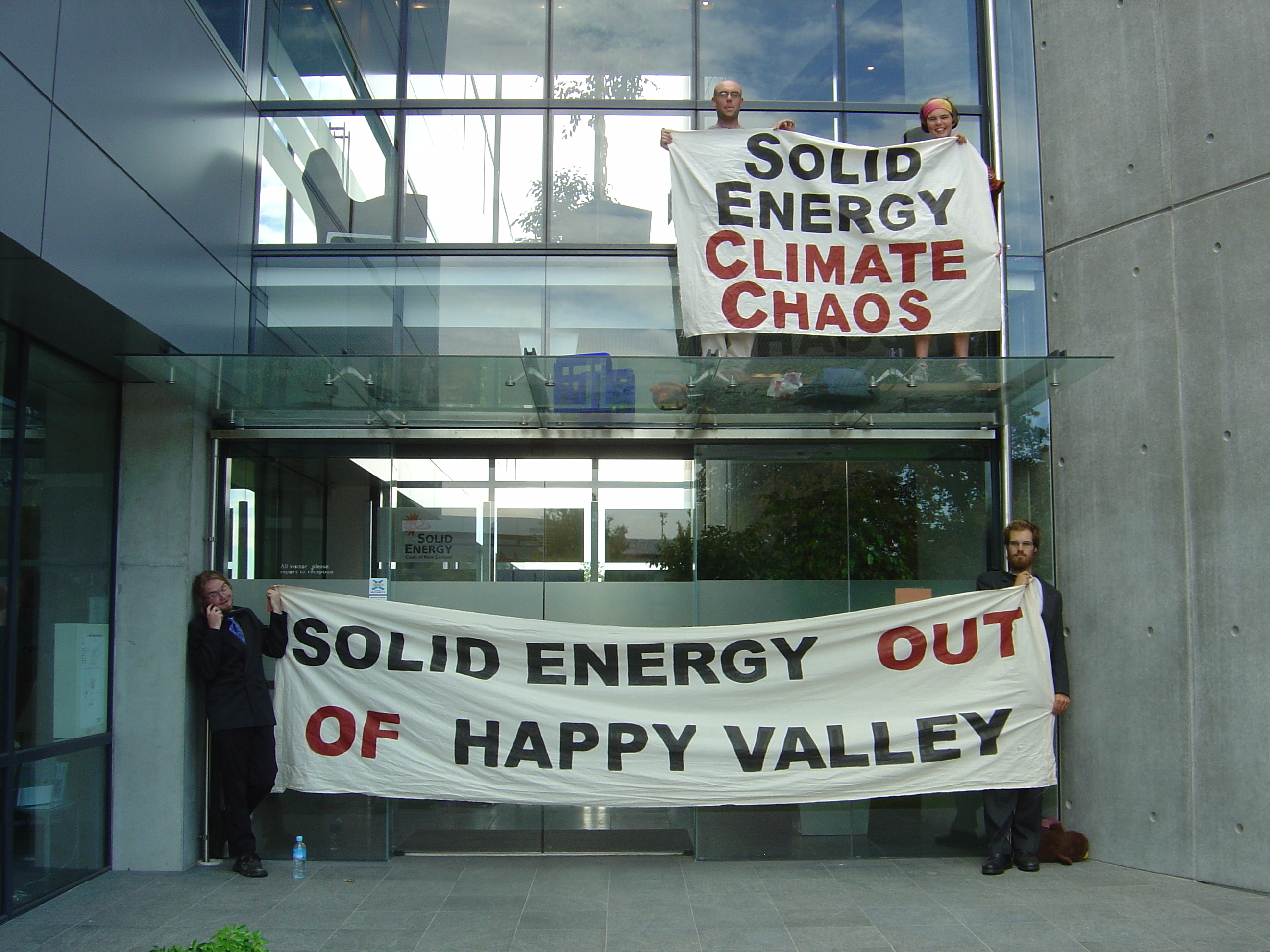
یک اقدام اعتراضی که توسط SHVC در دفتر مرکزی در سال ۲۰۰۵ انجام شد

ائتلاف نجات دره شاد (SHVC) یک جنبش فعال محیط زیستی است که با هدف صریح جلوگیری از ادامه فعالیت معدن سایپرس، یک معدن زغال سنگ روباز در ساحل غربی نیوزیلند، تشکیل شده است.
این ائتلاف عضوی از گروه فراگیر زیست‌محیطی «سازمان‌های محیط زیست و حفاظت از محیط زیست آوتئاروا نیوزیلند» است.
افرادی که قبلاً در ائتلاف «نجات دره شاد» فعالیت داشتند، کار خود را در گروه‌هایی مانند «شبکه اقدام زغال سنگ در آوتئاروا» و «انجمن دفاع از تنوع زیستی» ادامه داده‌اند.

## تاریخچه
در سال ۲۰۰۴، شرکت دولتی سولید انرژی نیوزیلند، تحت قانون مدیریت منابع، برای معدن سایپرس، یک معدن زغال سنگ روباز پیشنهادی، درخواست مجوز منابع کرد. این رضایت‌نامه‌ها توسط شورای ناحیه بولر و شورای منطقه‌ای ساحل غربی اعطا شده است. گروه حفاظت از بولر، جنگل و پرندگان و وزارت حفاظت از محیط زیست، به تصمیم رضایت به دادگاه محیط زیست اعتراض کردند. درخواست تجدیدنظر رد شد و رضایت منابع در تصمیمی که در ۲۴ مه ۲۰۰۵ صادر شد، تأیید شد.
جان اوسترمن، سخنگوی این کمپین، علناً قول داد که یک کمپین اقدام مستقیم برای متوقف کردن معدن آغاز خواهد شد. سازمان جنگل و پرنده نسبت به این تصمیم در دادگاه عالی تجدیدنظرخواهی کرد و در دسامبر ۲۰۰۵، دادگاه عالی این تجدیدنظرخواهی را رد کرد.
این کمپین شامل سازماندهی جلسات عمومی برای افزایش آگاهی، نوشتن کارت پستال و نامه، لابی‌گری، اشغال دفتر مرکزی شرکت انرژی جامد، بالا رفتن از یک ساختمان چهار طبقه و مسدود کردن قطارهای زغال سنگ شرکت انرژی جامد بود. اعضا منطقه‌ای مجاور محل معدن پیشنهادی را اشغال کردند.
دره شادی را نجات می‌دهد! ارزشش از وزنش در زغال سنگ بیشتر است! این بروشور منطقه را اینگونه توصیف می‌کند:
دره شادی، در وایمانگاروای علیا، نزدیک وست‌پورت، چشم‌اندازی خیره‌کننده، وحشی و دست‌نخورده است - زیستگاه ۳۰ عدد کیوی/روآ خالدار بزرگ و حلزون کمیاب پاولی‌فانتا پاتریکنسیس. یازده پرنده و حیوان در معرض خطر دیگر در این منطقهٔ متنوع زندگی می‌کنند. دره شادی، موزاییکی رنگارنگ از تالاب‌های باشکوه سرخ‌فام، جنگل‌های پست راش کوهستانی سرسبز و حصیرهای متراکم از گیاهان علفی پیچیده است که بر فراز صخره‌های ماسه‌سنگی و پرتگاه‌های خیره‌کننده پراکنده شده‌اند.
محل معدن پیشنهادی در هپی ولی واقع شده است که یک نام غیررسمی محلی برای منطقه‌ای در شرق وایمانگاروا است. این شهر در ۲۵ کیلومتری شمال شرقی وست‌پورت قرار دارد. دلایل مخالفت با این معدن شامل زهکشی اسیدی معدن، از بین رفتن زیستگاه کیوی، حلزون پاولی‌فانتا و توساک و تغییرات اقلیمی ناشی از سوزاندن زغال سنگ استخراج شده است.
در نزدیکی کوه آگوستوس، سالید انرژی یکی دیگر از گونه‌های حلزون بومی «کاملاً محافظت‌شده» را تا آستانه انقراض پیش برده و قصد دارد آخرین زیستگاه ۴ هکتاری باقی‌مانده آن را استخراج کند. جنگل و پرنده در دسامبر ۲۰۰۵ اعلامیه‌ای دریافت کرد مبنی بر اینکه سالید انرژی برای جابجایی حلزون‌ها قبل از استخراج، به مجوز وزرای انرژی و حفاظت از محیط زیست نیاز دارد. این مجوز در آوریل ۲۰۰۶ اعطا شد.
ائتلاف «نجات دره شادی» با انتشار بیانیه‌ای مطبوعاتی اعلام کرد که از این تصمیم «وحشت‌زده» شده است. یک سخنگو اظهار داشت که این «اولین انقراض گونه‌ای با حمایت دولت در نیوزیلند» بوده است و کریس کارتر، وزیر حفاظت از محیط زیست در آن زمان، در برابر فشار شرکت انرژی جامد تسلیم شده و توصیه‌های مداوم وزارت حفاظت از محیط زیست را نادیده گرفته است.
ائتلاف نجات دره شاد از آن زمان تاکنون از شرکت سالید انرژی به دادگاه عالی شکایت کرده و خواستار بررسی قضایی تصمیم وزرا شده است. در مارس ۲۰۰۷، دادگاه عالی این بررسی را تأیید نکرد و هزینه‌های ۵۷۶۰ دلاری را به شرکت تحمیل کرد.
در سال ۲۰۰۷، افرادی که در ائتلاف «نجات دره شادی» فعالیت داشتند، در یک سری حملات ضد تروریستیِ جنجالی هدف قرار گرفتند.
در اکتبر ۲۰۱۲، شرکت سولاید انرژی اعلام کرد که کار بر روی معدن پیشنهادی به تعویق خواهد افتاد.

در ۱۲ ژوئن ۲۰۱۳، انجمن دفاع از تنوع زیستی، دادخواستی را به دادگاه محیط زیست ارائه داد و استدلال کرد که شرکت به دلیل انقضای مدت زمان اختصاص داده شده برای رضایت‌نامه، دیگر رضایت‌نامه‌های منابع برای معدن پیشنهادی خود در را در اختیار ندارد. در سال ۲۰۱۴، بخش عمده‌ای از منطقه مورد نظر با وجود قیمت پایین زغال‌سنگ و بازده پایین سرمایه‌گذاری، با بولدوزر صاف شد تا راه برای استخراج معدن هموار شود.

## نظارت
در آوریل ۲۰۰۸، روزنامه ساندی استار تایمز گزارش داد که گوین کلارک از شرکت تحقیقاتی خصوصی تامپسون و کلارک (TCIL) در اوکلند، به یک مرد اهل کرایست‌چرچ، راب گیلکریست، ۵۰۰ دلار در هفته پیشنهاد داده است تا در کمپین «نجات دره شاد» به نفع شرکت دولتی زغال سنگ «سالید انرژی» اطلاع‌رسانی کند. در دسامبر همان سال، مشخص شد که گیلکریست خبرچین پلیس بوده و در تعدادی از سازمان‌های فعال، از جمله، نفوذ کرده است.